# Sinagot (bateau)

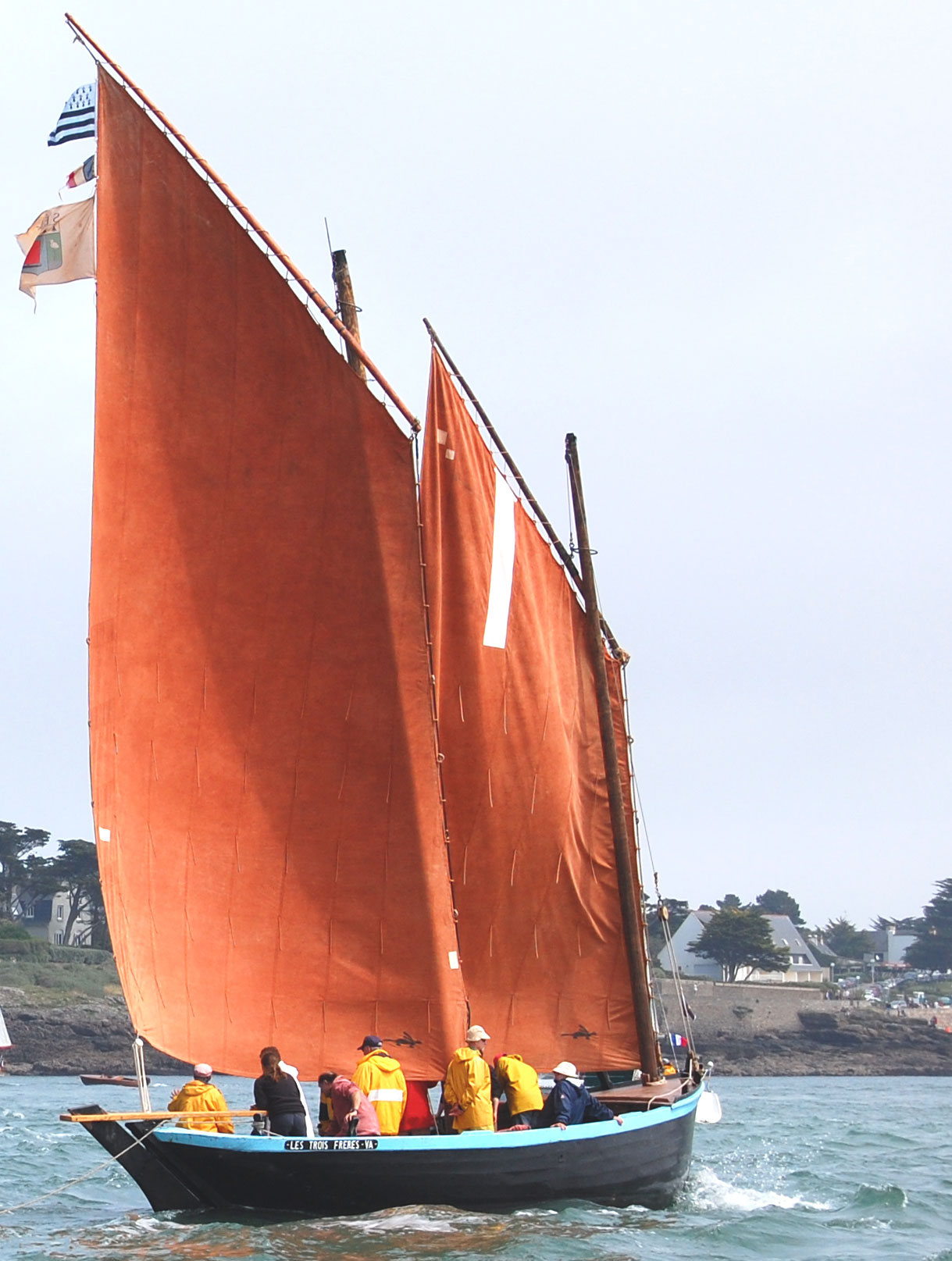
Sinagot Les Trois Frères durant la semaine du Golfe 2007

Un sinagot ou sinago, est un type de petit voilier à deux mâts, caractéristique du petit port de Séné, Port Anna,  près de Vannes, gréé en goélette à voile au tiers (gréement de chaloupe sardinière), utilisé traditionnellement pour la pêche et le cabotage dans le golfe du Morbihan jusqu'au début du XXe siècle. 

## Historique
Les sinagots ou sinago sont des types de voilier anciens à deux mâts, utilisés traditionnellement pour la pêche et le cabotage dans le golfe du Morbihan jusqu'au début du XXe siècle.  Leur nom provient des habitants de Séné près de Vannes : les sinagots qui a donné le nom au navire et aux marins qui le composent.
Ils sont équipés de moteur à partir de 1947. 
Deux sinagots d'origine subsistent :
- Les Trois Frères construit en 1943 (photo ci-contre), classé monument historique[3] en 1985 et restauré au chantier du Guip en 1992, et 2024.
- Le Joli Vent, un sinagot de 1958, remit à flot en 2007 l'association des Amis du sinagot pour un convoyage d'Arzal (son dernier port d'attache) à l'Île-aux-Moines où il est restauré de 2007 à 2009 au chantier du Guip.

## Description

### Gréement
Le gréement de chaloupe sardinière est constitué de deux voiles au tiers : une misaine à l'avant, un taille-vent à l'arrière sur le grand mât et parfois un foc amuré sur un petit bout-dehors,. Contrairement à la plupart des chaloupes, le sinagot, qui ne s'aventure normalement pas en pleine mer, porte des mâts à pible et non haubanés. 
Traditionnellement, les voiles sont de couleur rouge ocre. Cette couleur est due au mélange de suif et d'écorces de pin broyées utilisé pour les tanner. On dit aussi rouge cachou, les fruits (cosses) de certains acacias d'Inde pouvaient être utilisés. Les couleurs des voiles de voiliers traditionnels variaient d'une région à l'autre et même d'un port à l'autre. 

### Coque et structure
La coque semble n'avoir toujours eu qu'un enduit goudronné noir (coaltar). Ainsi tous les sinagots ont une coque noire, ils se distinguent par la couleur de leur pavois. Ce type de navire est non ponté (juste un petit pont d'étrave, surmontant un abri appelé le "bi" sorte de réserve couverte au sol de paille, sorte de cabane), a une poupe inclinée en arrière et pointue,, n' a pas de quille et a un faible tirant-d'eau.Le lest étant constitué de gros galets dans les fonds. La longueur varie de 10 à 12 m, pour 5 à 6 tonnes et un équipage de 2 matelots, qui, fait rare pour l'époque, se composait aussi de femmes.

### Forban du Bono et sinagot de Séné
Un autre type de gréement identique est celui des « forbans » du Bono, près d'Auray, à ne pas confondre avec les sinagots, qui diffère par un détail de la coque : En effet, sur un sinagot, le maître-bau (la largeur maximale de la coque) est situé au niveau du tiers avant, alors que sur un forban, le maître-bau se situe au tiers arrière. Un modèle unique de forban, a d'ailleurs été reconstruit en 1991, le Notre-Dame de Béquerel appartenant à l'association Le Forban du Bono.
Historiquement, il y a toujours eu une « rivalité » entre les pêcheurs du Bono et ceux de Séné, chacun estimant avoir le meilleur type de bateau, les amenant parfois à détruire les filets posés en mer.

## Exemples de navires
Deux navires d'origine :
- Les Trois Frères (1943), restauré et relancé en 1992.
- le Joli Vent (1958), restauré et relancé en 2009.

Plusieurs sinagots ont été construits récemment :
- le Crialeïs de l'Île aux Moines réplique du Jouet des flots.
- le Mab er guip de l'île de Berder, réplique du Vainqueur des Jaloux.
- le Jean et Jeanne de Séné.
- le Souvenir à Douarnenez.
- Ma Préférée, ex-Nicolas Benoît (1981) au chantier du Guip à l'Île-aux-moines, La Trinité-sur-Mer[4].

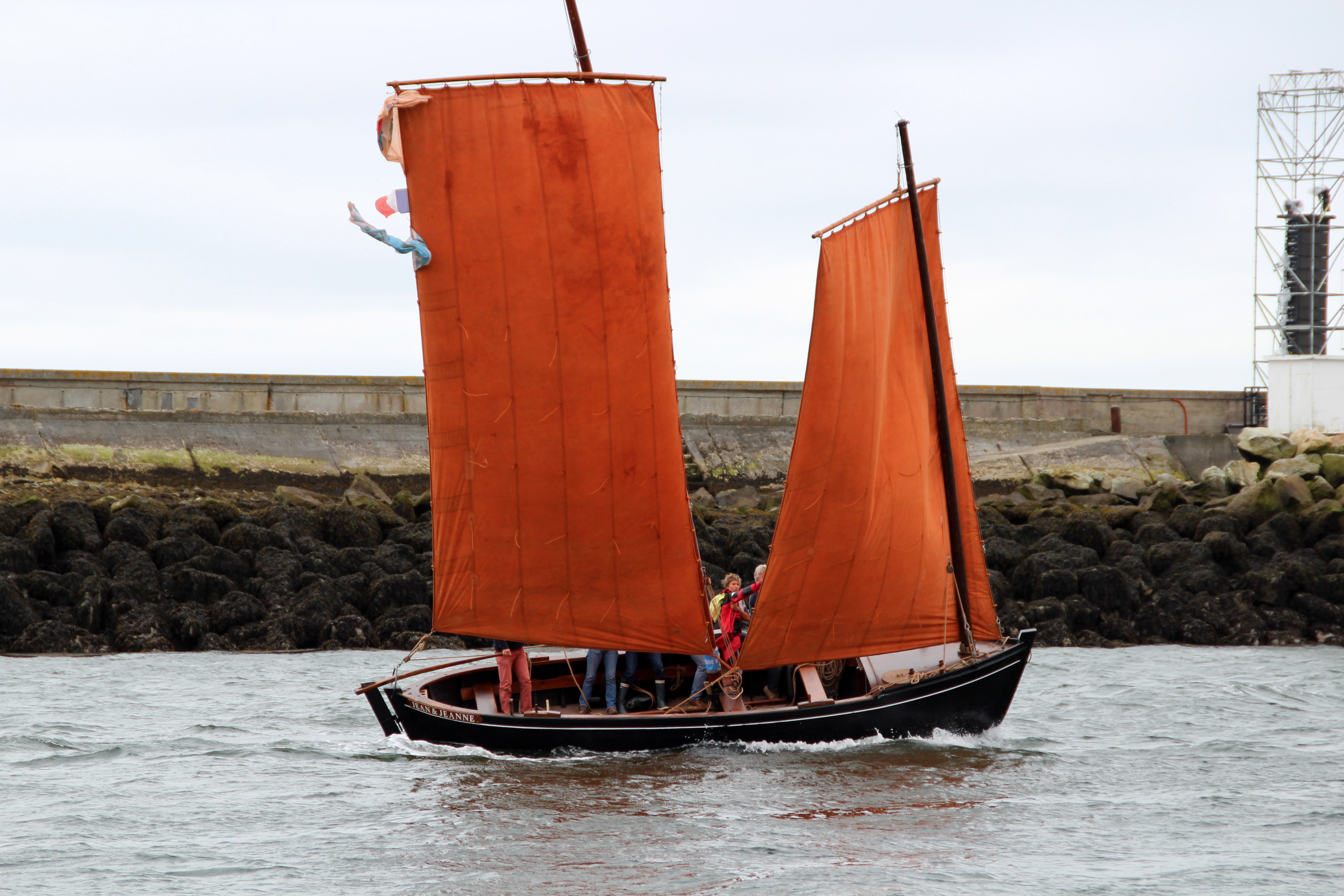
Jean et Jeanne (Tonnerres de Brest 2012)
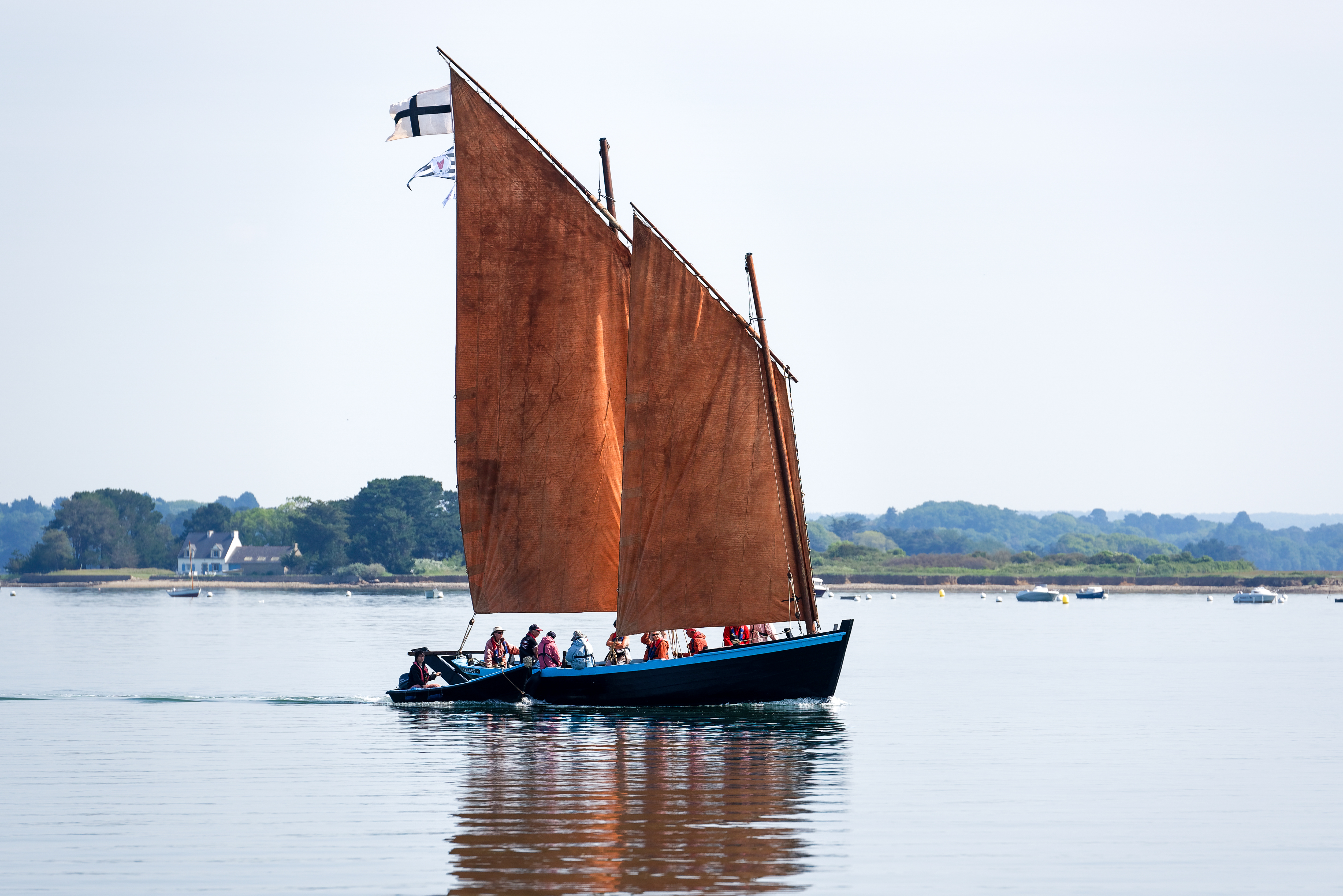
Un sinagot dans le golfe du Morbihan
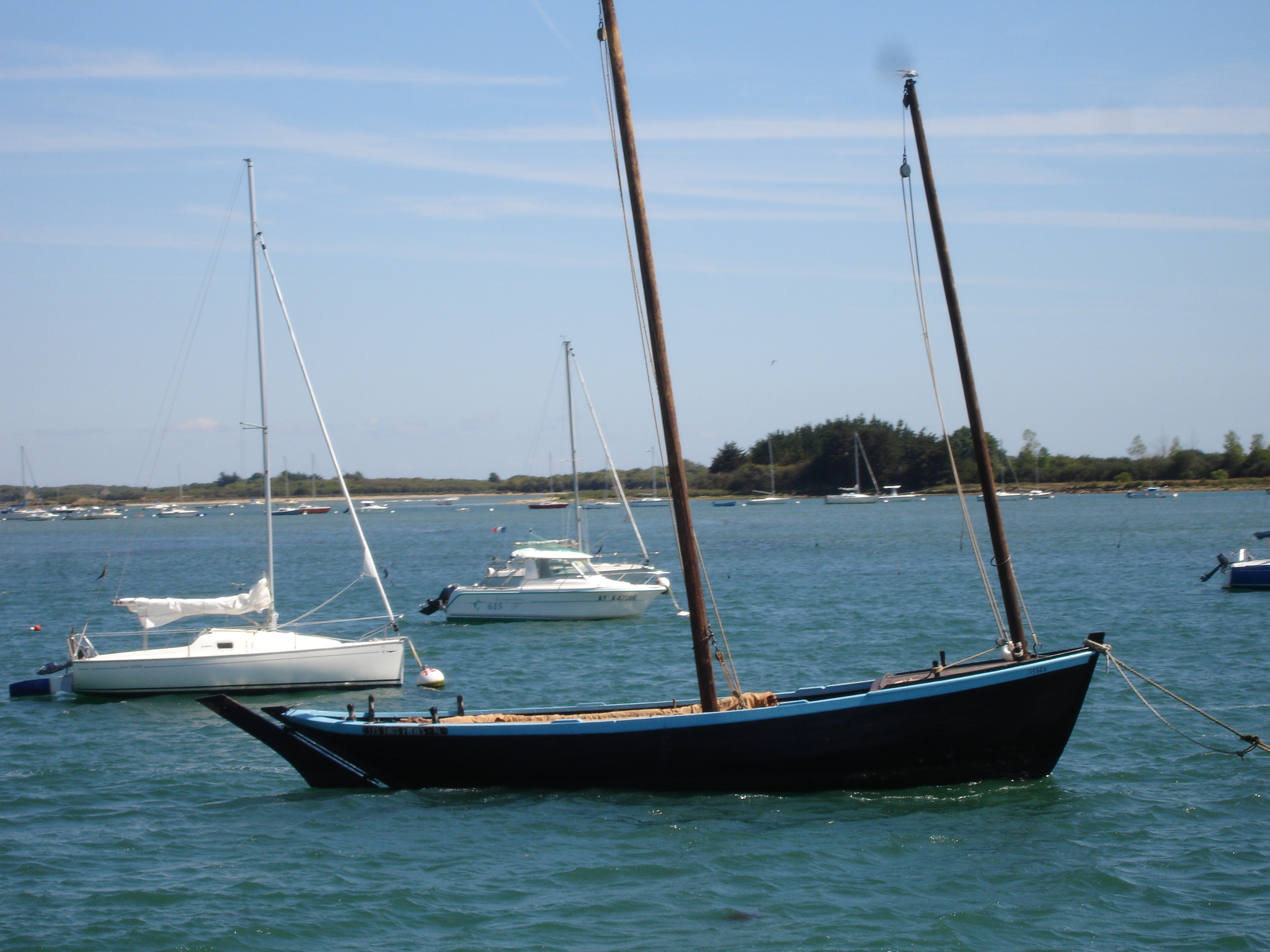
Sinagot au mouillage